# Annexió de la Vall del Jordà
L'annexió a la vall del Jordà és la proposta d'aplicació de la sobirania israeliana sobre la Vall del Jordà. Alguns polítics israelians han defensat la idea d'ençà que va començar l'ocupació israeliana de Cisjordània el 1967, sobretot amb el Pla Allon i el Pla de pau de Trump del 2019.

## La Vall del Jordà
Segons B'Tselem, viuen a la zona 65.000 palestins i uns 11.000 colons israelians. Segons PeaceNow, la proposta inclou 30 assentaments amb 12.778 colons, 18 altres assentaments considerats il·legals, 15 comunitats de les àrees A i B, inclosos 44.175 palestines i 48 comunitats de pastors de l'àrea C incloent 8.775 palestins. La superfície que s'annexionaria suposa al voltant del 22% de Cisjordània, el 90% de la qual es troba a l'àrea C, sent el 20% de la terra de propietat palestina.

## Propostes

### Pla Allon
El Pla Allon, presentat el 27 de juliol de 1967 pel ministre israelià Yigal Al·lon, era un pla de divisió de Cisjordània entre Israel i Jordània, crear un estat drus als Alts del Golan ocupat per Israel i retornar la major part de la península del Sinaí a Egipte. El ministre israelià, Yigal Allon, va redactar el pla poc després de la Guerra dels Sis Dies, el juny de 1967. L'objectiu general del pla era annexionar a Israel la major part de la Vall del Jordà del riu Jordà fins al vessant orientals dels turons de Cisjordània, Jerusalem Est i Gush Etzion. La resta de Cisjordània, on habitava la major part de la població palestina, havien de convertir-se en territori autònom palestí o tornar a Jordània, incloent un passadís cap a Jordània a través de Jericó. El rei jordà Hussein va rebutjar el pla. Allon va morir el 1980 i l'any següent el govern israelià va aprovar la Llei dels Alts del Golan, annexionant efectivament la major part d'aquell territori.

### Pla Netanyahu
El 10 de setembre de 2019 (una setmana abans de les eleccions legislatives d'Israel de setembre de 2019), el primer ministre Binyamín Netanyahu va anunciar el pla del seu govern per a annexionar la Vall del Jordà, si guanyava les eleccions. El mapa que Netanyahu mostrava de la zona a annexionar tenia diversos errors, mostrant incorrectament la ubicació de diversos assentaments i ometent viles palestines. Netanyahu va dir que havia rebut llum verda de l'administració dels Estats Units d'Amèrica de Donald Trump. L'administració de Trump va dir que no s'havia produït cap canvi en la política dels Estats Units.
L'endemà, hi va haver una condemna internacional a la proposta per part dels palestins, de la Lliga Àrab, de l'Aràbia Saudita, de Jordània, de Turquia, del Regne Unit i de l'ONU, aquesta última afirmant que «qualsevol mesura israeliana per imposar la seva administració sobre el territori palestí seria il·legal en virtut del dret internacional». Diversos polítics israelians de tot l'espectre polític i mitjans de comunicació hebreus van descriure aquest anunci com una campanya política per tal d'aconseguir vots. En particular, Moshe Ya'alon, membre de la Kenésset de l'aliança de l'oposició Blau i Blanc, va dir que el 2014 Netanyahu havia acordat evacuar els assentaments de la Vall del Jordà. El 2014, Ya'alon havia estat membre del Likkud, partit de Netanyahu, exercint el càrrec de ministre de Defensa al govern de Netanyahu.

### Pla de pau de Trump
El 28 de gener de 2020, el president dels Estats Units d'Amèrica Donald Trump presentà el conegut com a Pla de pau de Trump, una proposta d'un tractat de pau amb la intenció de resoldre el conflicte arabo-israelià. Aquest pla estableix, entre moltes altres mesures, l'annexió de la Vall del Jordà a Israel.